# Fuyumi Sōryō
Fuyumi Sōryō (jap. 惣領 冬実, Sōryō Fuyumi; * 6. Januar 1959 in Beppu, Präfektur Ōita, Japan) ist eine japanische Manga-Zeichnerin.

## Leben
Sōryō wurde 1959 im Badeort Beppu geboren und interessierte sich in ihrer Jugend nicht besonders für Mangas, hatte jedoch ein Talent für das Zeichnen. Als eine Freundin ihr eine Ausgabe des Mädchen-Manga-Magazins Bessatsu Shōjo Comic schenkte, entdeckte sie darin eine Annonce für einen Manga-Zeichen-Wettbewerb. Weil das Preisgeld mit einer Million Yen dotiert war, nahm sie teil und fertigte eine autobiografische Kurzgeschichte an.
In den folgenden Jahren konzentrierte sie sich weiterhin auf das Manga-Zeichnen und arbeitete als Assistentin bei der Mangaka Fuyumi Ogura. Der Name von Ogura inspirierte sie auch bei der Wahl ihres eigenen Künstlernamens.
1982 veröffentlichte Sōryō ihre erste Kurzgeschichte als professionelle Manga-Zeichnerin. Hidamari no Hōmonsha erschien im Magazin Bessatsu Shōjo Comic, für das sie 1985 unter anderem auch ihre ersten längeren Manga zeichnete, Boyfriend. Der 1988 mit dem Shōgakukan-Manga-Preis in der Kategorie Shōjo ausgezeichnete Manga endete 1988 und wurde vom Shōgakukan-Verlag auch in zehn Sammelbänden herausgegeben. Noch erfolgreicher als Boyfriend wurde ihr Manga Three, der ebenfalls in einem Shōjo-Magazin erschien. Einen nächsten großen und erstmals auch internationalen Erfolg konnte sie erst 1996 wieder erzielen, nämlich mit der Liebesgeschichte Mars für das Magazin Bessatsu Friend.
Einen Wendepunkt in ihrer Karriere schlug sie 2002 ein. Ihr Manga Eternal Sabbath (kurz ES) erschien in Morning, einem Magazin für erwachsene Männer (Seinen), und war im Gegensatz zu all ihren bis dahin veröffentlichten Comics kein Liebesdrama, sondern bediente sich Science-Fiction-Elementen und war auf Spannung ausgerichtet. Dabei zeichnete sie in ihrem gewohnten Zeichenstil, der stark von Fuyumi Ogura und anderen Shōjo-Mangaka beeinflusst ist. In ihrem aktuellen Manga Cesare, der seit 2005 in Morning veröffentlicht wird, behandelt sie historische Ereignisse, wobei Cesare Borgia als Protagonist fungiert.
Besondere Anerkennung erhielt Sōryō für ihre zahlreichen kurzen Manga, die auf Deutsch gesammelt als Fuyumi Soryo Short Stories erschienen. Die Geschichte See You in Eden im zweiten Band der Reihe handelt von Soryos eigenen Erfahrungen als Manga-Zeichnerin.

## Werke
- Hidamari no Hōmonsha, 1982
- Boyfriend (ボーイフレンド), 1985–1988
- Pink na Kimi ni Burū na Boku (ピンクなきみにブルーなぼく), 1985–1988
- Three, 1989–1992
- Chiki Chiki Bom! (チキチキＢＯＭ！), 1989–1990
- Kanojo ga Café ni iru (彼女がカフェにいる), 1992–1994
- Fuyumi Soryo Short Stories #3 Saboten (サボテン), 1994
- Doll, 1996
- Mars, 1996–2000
- Mars Gaiden (MARS 外伝), 1999
- Fuyumi Soryo Short Stories #2 Never Ending Heart (終わるＨｅａｒｔじゃねえ, Owaru Heart Janee), 2000
- Fuyumi Soryo Short Stories #1 Taiyō no Ijiwaru (太陽のイヂワル), 2002
- Eternal Sabbath, 2002–2004
- Tamara (タマラ), 2004
- Cesare (チェーザレ), seit 2005